# Campeonato Rondoniense de Futebol de 1997
O Campeonato Rondoniense de 1997 foi a 56.ª edição desta competição futebolística organizada anualmente pela Federação de Futebol do Estado de Rondônia (FFER).
Foi disputado por seis equipes no período entre 19 de outubro a 14 de dezembro e o campeão desta edição foi o Ji-Paraná, da cidade homônima, ao vencer o Ouro Preto, de Ouro Preto do Oeste, na decisão com um empate em 2–2 no agregado, sendo o seu quinto título desde sua fundação. Graças às campanhas, o Galo garantiu uma vaga na Copa do Brasil de 1998 enquanto o Alvirrubro uma na Copa Norte de 1998.

## Formato e participantes
O formato do Rondoniense 1997 foi o seguinte: as seis equipes seriam divididas em dois grupos igualmente, denominados "A" e "B", onde se enfrentariam em jogos de turno e returno, na qual as duas melhores avançariam de fase. Quem avançasse das semifinais, em ida e volta, disputaria a final onde seria definido o campeão desta edição. Abaixo, as seis equipes participantes:
| Equipe           | Cidade              | Títulos            |
| ---------------- | ------------------- | ------------------ |
| Cruzeiro-RO      | Porto Velho         | —                  |
| Ji-Paraná        | Ji-Paraná           | 4 (último em 1996) |
| Ouro Preto       | Ouro Preto do Oeste | —                  |
| União Cacoalense | Cacoal              | —                  |
| Vila Nova-RO     | Ji-Paraná           | —                  |
| Vilhena          | Vilhena             | —                  |

## Resultados

### Primeira fase
A primeira fase começou em 19 de outubro e encerrou em 22 de novembro terminando com os seguintes classificados, por ordem alfabética: Ji-Paraná, Ouro Preto, Vila Nova e Vilhena. No total desta fase, foram 30 gols em 12 partidas disputadas.

#### Grupo A
| Pos | Equipe       | Pts | J | V | E | D | GP | GC | SG | Classificado |  | Vila Nova-RO | ORP | CRZ |
| --- | ------------ | --- | - | - | - | - | -- | -- | -- | ------------ |  | ------------ | --- | --- |
| 1   | Vila Nova-RO | 6   | 4 | 2 | 0 | 2 | 8  | 8  | 0  | Fases finais |  | —            | 1–0 | 2–4 |
| 2   | Ouro Preto   | 5   | 4 | 1 | 2 | 1 | 4  | 2  | +2 | Fases finais |  | 3–0 (W/O)    | —   | 1–1 |
| 3   | Cruzeiro-RO  | 5   | 4 | 1 | 2 | 1 | 6  | 8  | −2 |              |  | 1–5          | 0–0 | —   |

#### Grupo B
| Pos | Equipe           | Pts | J | V | E | D | GP | GC | SG | Classificado |  | JPA | VLH | UCA |
| --- | ---------------- | --- | - | - | - | - | -- | -- | -- | ------------ |  | --- | --- | --- |
| 1   | Ji-Paraná        | 10  | 4 | 3 | 1 | 0 | 7  | 1  | +6 | Fases finais |  | —   | 3–0 | 3–0 |
| 2   | Vilhena          | 4   | 4 | 1 | 1 | 2 | 1  | 5  | −4 | Fases finais |  | 0–0 | —   | 1–0 |
| 3   | União Cacoalense | 3   | 4 | 1 | 0 | 3 | 3  | 6  | −3 |              |  | 1–2 | 2–0 | —   |

### Fases finais
As semifinais iniciaram em 23 de novembro no confronto entre Ouro Preto e Vila Nova, vencido pelo Alvirrubro por 3–2. Em 30 de novembro foram organizados dois confrontos: o jogo de volta onde o Ouro Preto venceu novamente desta vez por 4–3, terminando 7–5 no agregado, e o primeiro jogo entre Ji-Paraná e Vilhena, que terminou com uma goleada por 6–0 do Galo. Em 3 de dezembro era para ser realizado o jogo de volta, o que não aconteceu por um W/O do Ji-Paraná, mesmo assim, este avançou à decisão.
A final seria disputada entre Ouro Preto e Ji-Paraná. O Ouro Preto chegava à sua primeira decisão e buscava seu primeiro título, enquanto o Ji-Paraná buscava o seu quinto título além do tricampeonato seguido, por ter conquistado também em 1995 e 1996. Em 7 de dezembro foi realizado a primeira decisão, que terminou 0–0, enquanto em 14 de dezembro houve outro empate desta vez por 2–2, sagrando o Jipa campeão.
Em itálico, as equipes que possuem o mando de campo no primeiro confronto; em negrito as equipes classificadas.
|  | Semifinais   | Semifinais | Semifinais | Semifinais |   |           | Final | Final | Final | Final |
|  |              |            |            |            |   |           |       |       |       |       |
|  | Vilhena      | 0          | W/O        | 3          |   |           |       |       |       |       |
|  | Ji-Paraná    | 6          | 0          | 6          |   |           |       |       |       |       |
|  | Ji-Paraná    | 6          | 0          | 6          |   | Ji-Paraná | 0     | 2     | 2     |       |
|  |              |            |            |            |   | Ji-Paraná | 0     | 2     | 2     |       |
|  |              | Ouro Preto | 0          | 2          | 2 |           |       |       |       |       |
|  | Ouro Preto   | Ouro Preto | 0          | 2          | 2 | 3         | 4     | 7     |       |       |
|  | Ouro Preto   |            |            |            |   | 3         | 4     | 7     |       |       |
|  | Vila Nova-RO | 2          | 3          | 5          |   |           |       |       |       |       |

| Fonte: FFER (arquivo) |